# Caladieae
Caladieae es una tribu de plantas con flores de la familia Araceae. Tiene los siguientes géneros:

## Géneros
- Acontias Schott = Xanthosoma Schott
- Aphyllarum S. Moore = Caladium Vent.
- Caladiopsis Engl. = Chlorospatha Engl.
- Caladium Vent.
- Chlorospatha Engl.
- Hapaline Schott
- Idimanthus E.G.Gonç. [2]
- Jasarum G. S. Bunting
- Phyllotaenium André = Caladium Vent.
- Porphyrospatha Engl. = Syngonium Schott
- Scaphispatha Brongn. ex Schott
- Syngonium Schott
- Xanthosoma Schott